# Sheij-mojamadis
Los sheij-mojamadis constituyen un grupo étnico que vive en la parte centro-este de Afganistán, hacia el este de Kabul, la capital. No hay datos disponibles de población, pero un cálculo aproximativo los sitúa en unos 2.000 individuos.

## Idioma
Hablan el dari (la versión afgana del persa) y pashto, Entre ellos usan el adurgari, un idioma sobre el que se conoce poco, que aprenden a hablar a la edad de seis o siete años. Aparentemente pertenecen al llamado subgrupo Kohistaní, esto es, oriental, de la rama dárdica del grupo lingüístico indo-iranio.

## Religión
Musulmanes sunnitas de la escuela de Janafi, son itinerante (nómadas no ganaderos). Se diferencian de otros grupos étnicos de este tipo en que están más o menos concentrados en una sola comarca. Su principal ocupación es el comercio ambulante.
- Datos: Q6126961